# Toda desnudez será castigada
Toda nudez será castigada, conocida en castellano bajo el título de Toda desnudez será castigada; es una película brasileña de 1973 dirigida por Arnaldo Jabor, basada en la obra de teatro homónima de Nelson Rodrigues y con música de Astor Piazzolla.

## Sinopsis
Herculano es un hombre rico, viudo y puritano quien le jura a su hijo Serginho que nunca más volverá a estar con otra mujer. Sin embargo se enamora de una prostituta, Geni, a quien conoce gracias a su vicioso hermano Patrício, ya que este desea que Herculano le siga pagando sus vicios con la bebida y las mujeres. Cuando el viudo decide casarse con Geni, se produce una serie de conflictos en su familia, entre ellos que Serginho vaya a la cárcel por una pelea en un bar. Uno de los presos, un ladrón boliviano, viola a Serginho en la prisión y, cuando éste sale libre, termina convirtiéndose en amante de Geni con el fin de vengarse de su padre por haber faltado a su palabra. Finalmente, cuando Geni está decidida a dejar a Herculano, ella descubre que Serginho se fue con el violador a Europa y, desesperada, Geni se suicida dejando una cinta grabada donde le narra toda la historia a Herculano.

## Elenco
- Paulo Porto .... Herculano
- Darlene Glória .... Geni
- Paulo Sacks .... Serginho
- Paulo César Pereio .... Patrício
- Isabel Ribeiro .... Tía joven
- Hugo Carvana .... Comisario
- Henriqueta Brieba .... Tía anciana que usa lentes
- Elza Gomes .... Tía anciana
- Sérgio Mamberti .... Odésio
- Orazir Pereira .... Ladrón boliviano
- Abel Pera .... Poeta y cliente de Geni
- Waldir Onofre ... Borracho con quien pelea Serginho en el bar
- Teresa Mitota
- Orlando Bonfim (no aparece en los créditos)
- Saul Lachtermacher (no aparece en los créditos)

## Premios
Festival de Berlín 1973 (Alemania)
- Oso de plata.[1]

Festival de Gramado 1973 (Brasil)
- Recibió dos premios Kikitos, en las categorías de mejor película y mejor actriz (Darlene Glória), así como una mención especial por la banda sonora de Astor Piazzolla.[1][2]